# A mongolok titkos története
A mongolok titkos története a mongol irodalom egyik legelső műve. Ismeretlen szerző vetette papírra, valószínűleg Ögödej kán uralkodásának idején, eredetileg mongol írással. A mongol irodalom világszerte legismertebb műve. Számos nyelvre lefordították, a magyar nyelvű fordítás Ligeti Lajos munkája.
A mai klasszikus mongol nyelvi változatot kínai átírásból állították vissza, ugyanis a mongol Jüan-dinasztia bukása után a mű a kínai tolmács- és fordítóiskolák „tananyagaként” szolgált, az eredeti szöveget, bár nem fordították le, kínai írásjegyekkel átírták, s mellé kínai magyarázatokat fűztek. 
Dzsingisz kán eredetétől Ögödej mongol nagykán uralkodásának kezdetéig öleli fel a mongol történelmet. Amellett, hogy számos irodalmi műfaj megtalálható benne (mese, vers, találós kérdés, népdal stb.), a mongol történelem legkorábbi mongol eredetű forrása, melynek hitelessége igen nagyfokú.
Számos későbbi krónika (pl. Altan Tobči) is alapdokumentumként kezelte, illetve emelt át bizonyos részeket, gyakran szinte változtatás nélkül, s egyes arab történetírók (Dzsuvaini, Rasid ad-Din) is mintegy szakirodalomként használták a mongolokról, illetve Dzsingisz kánról szóló krónikáikhoz.